# Município de Tiffin (condado de Adams, Ohio)
O município de Tiffin (em inglês: Tiffin Township) é um município localizado no condado de Adams no estado estadounidense de Ohio. No ano de 2010 tinha uma população de 5.560 habitantes e uma densidade populacional de 41,87 pessoas por km².

## Geografia
O município de Tiffin encontra-se localizado nas coordenadas 38° 49′ 17″ N, 83° 29′ 58″ O. Segundo a Departamento do Censo dos Estados Unidos, o município tem uma superfície total de 132.78 km², da qual 132.57 km² correspondem a terra firme e (0.16%) 0.21 km² é água.

## Demografia
Segundo o censo de 2010, tinha 5.560 habitantes residindo no município de Tiffin. A densidade populacional era de 41,87 hab./km². Dos 5.560 habitantes, o município de Tiffin estava composto pelo 97.54% brancos, o 0.41% eram afroamericanos, o 0.29% eram amerindios, o 0.13% eram asiáticos, o 0.04% eram insulares do Pacífico, o 0.23% eram de outras raças e o 1.37% pertenciam a duas ou mais raças. Do total da população o 0.74% eram hispanos ou latinos de qualquer raça.